# 昇曙夢
昇 曙夢（のぼり しょむ、1878年7月17日 - 1958年11月22日）は、日本のロシア文学者。正教会の信徒であり、ニコライ・カサートキンの門下生の一人としても知られる。晩年には奄美群島の本土復帰運動に尽力した。

## 略歴

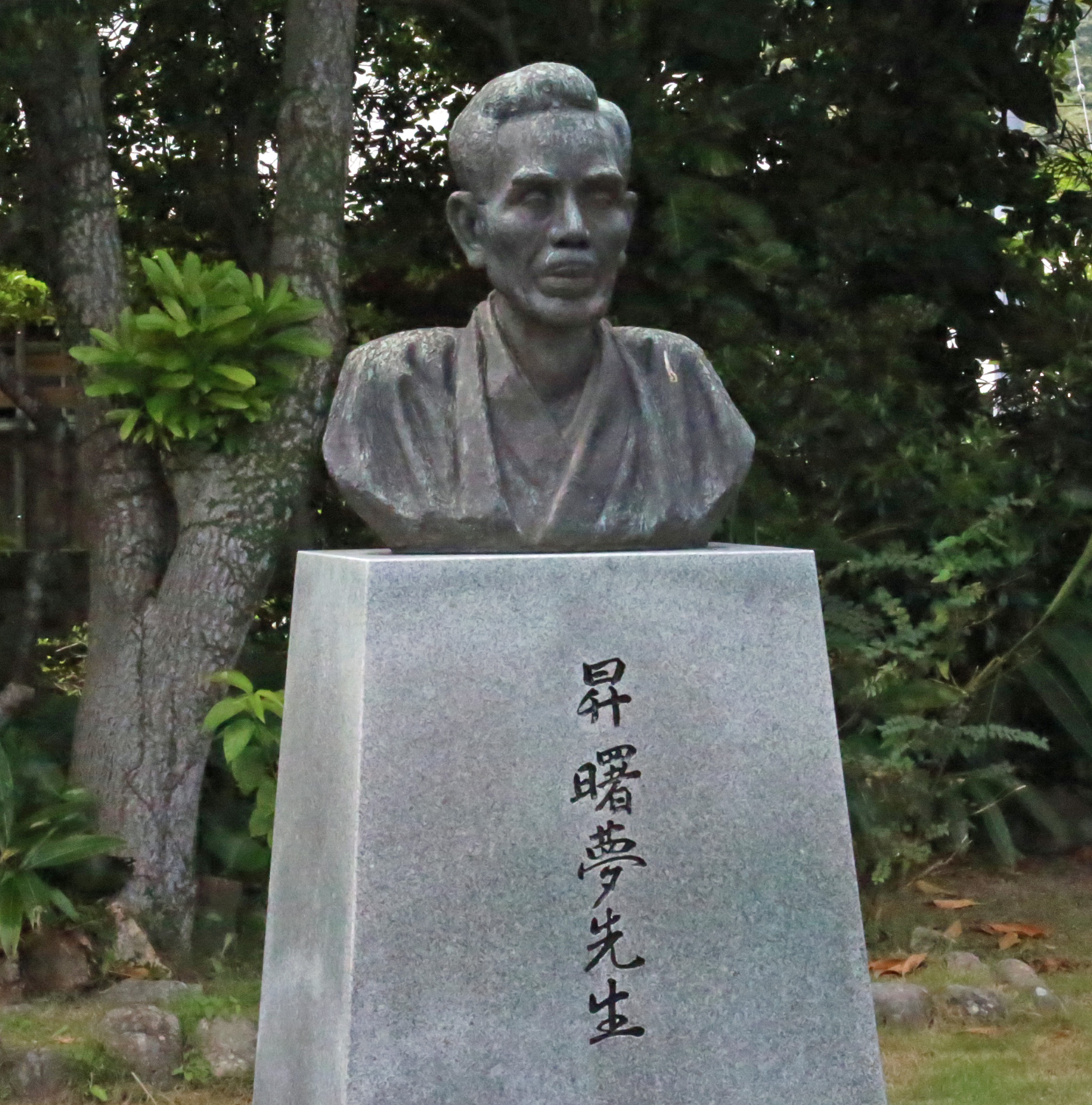
鹿児島県瀬戸内町　加計呂麻島の昇曙夢像

奄美群島加計呂麻島実久村芝（現鹿児島県大島郡瀬戸内町）生まれ。本名・直隆。
島の小学校を出ると鹿児島に行き、鹿児島正教会に通い間もなく洗礼を受けた。聖名はパウェル。
1895年、上京。1896年、日本正教会の教育機関である東京の正教神学校に入学。1903年、同校を卒業。在学中から評伝『露国文豪 ゴーゴリ』を執筆し、明治37年（1904年）刊行。卒業と同時に正教神学校講師として心理学・論理学を講じた。1905年、大阪朝日新聞嘱託、ロシア事情を担当する。また、日露戦争の際にはロシア語のできる神学校出身者として、幻燈機を持って収容所のロシア人捕虜を慰問した。翻訳集『六人集』（1910年）や雑誌『趣味』への翻訳連載などで当時の文壇に影響を与えた。1912年、陸軍中央幼年学校教授嘱託。1915年、早稲田大学講師。1916年、陸軍士官学校教授。1923年、革命後のロシアを視察。1928年、トルストイ誕生百年祭には国賓として招待された。1930年には革命後ロシアの新興教会の事情紹介を行った。1932年の退官後は、日本大学講師、雑誌『正教時報』主筆をつとめた。1940年、東京奄美文化協会の誕生とともに会長に就任。1946年、ニコライ・ロシヤ語学院長。1956年、『ロシア・ソヴェト文学史』で日本芸術院賞、読売文学賞受賞。
晩年、アメリカ支配下となった故郷奄美群島の本土復帰運動に指導者の一人として参加、同時に学生時代から研究し、資料蒐集を続けた成果として、故郷の歴史書『大奄美史』を編纂した。生家跡には、胸像と顕彰碑が立つ。また、1948年の古希祝いには、ロシア文学者組合からワルワーラ・ブブノワ作の肖像画が贈られた。墓所は多磨霊園
長女・須美子（1908～34年）は洋画家で、板倉鼎の妻。
文業、訳業は数多いが、本格的な評伝・研究が待たれる人物である。

## 著書
- 『露國文豪ゴーゴリ』（春陽堂） 1904
- 『露西亜文学研究』（隆文館） 1907
- 『偉人トルストイ伯』（春陽堂） 1911
- 『ツルゲーニェフ』（實業之日本社） 1914
- 『露国現代の思潮及文学』（新潮社） 1915
- 『露国及露国民』（銀座書房） 1915[注釈 2]
- 『露国革命と社会運動』（国民書院） 1917
- 『露國近代文藝思想史』（大倉書店） 1918
- 『ペートル大帝』（実業之日本社） 1918
- 『トルストイ十二講』（新潮社） 1918
- 『露国改造の悲劇 附・小説 革命の五日間』（予章堂） 1920
- 『藝術の勝利 - 露西亞研究』（日本評論社出版部） 1921
- 『労農露国の文芸及文化』（二松堂書店） 1923
- 『赤露見たまゝの記』（新潮社、新ロシヤ・パンフレツト1） 1924
- 『革命期の演劇と舞踊』（新潮社、新ロシヤ・パンフレツト2） 1924
- 『新ロシヤ文学の曙光期』（新潮社、新ロシヤ・パンフレツト3） 1924
- 『新ロシヤ美術大観』（新潮社、新ロシヤ・パンフレツト4） 1925
- 『プロレタリヤ劇と映画及音楽』（新潮社、新ロシヤ・パンフレツト5） 1925
- 『第二新ロシヤ美術大観』（新潮社、新ロシヤ・パンフレツト6） 1925
- 『無産階級文学の理論と実相』（新潮社、新ロシヤ・パンフレツト7） 1926
- 『奄美大島と大西郷』（春陽堂） 1927
- 『革命後のロシヤ文学』（改造社） 1928
- 『最近のソヴェートロシア』（三省堂） 1930
- 『トルストイ』（三省堂） 1931
- 『露西亜文学概論』（平凡社） 1933
- 『ドストエーフスキイ再観 - 総合研究』（ナウカ社） 1934
- 『ソヴエト・ロシアの知識』（非凡閣） 1934
- 『ロシヤ文學の知識』（非凡閣） 1934
- 『ロシヤ語入門』（白揚社） 1934
- 『露西亜縦横記』（章華社） 1934
- 『ゴリキイの生涯と藝術』（ナウカ社） 1936
- 『ソヴェト芸術の二十年』（大東出版社） 1937
- 『謎のロシア 新旧ロシアの全貌』（大東出版社） 1937
- 『明暗ソ聯の全貌』（育生社） 1938
- 『ロシヤ文學の鑑賞』（耀文社） 1947
- 『ロシヤ知識階級論 その運動と役割』（社会書房） 1947
- 『ろしや更紗』（鎌倉文庫） 1947
- 『ソ連新劇運動の展開』（地平社） 1948
- 『初等ロシヤ語講座』（社会書房） 1948
- 『ロシヤ文芸思潮』（壮文社） 1948
- 『ドストェーフスキイ研究』（壮文社） 1949
- 『トルストイ研究』（壮文社） 1949
- 『大奄美史 奄美諸島民俗誌』（奄美社） 1949
- 『ろしや風土誌』（日本出版協同） 1950
- 『ロシヤ文学思潮史』（創元社） 1952
- 『ロシヤ・ソヴェト文学史』（河出書房） 1955
- 『留守家族』（昇隆一、文藝春秋新社） 1955
- 『奄美の島々・文化と民俗』（奄美社） 1965
- 『大奄美史 ユーラシア叢書8 奄美諸島民俗誌』（原書房） 1975
- 『復刻 大奄美史 奄美諸島民俗誌』（南方新社） 2009　 ISBN 9784861241666

## 翻訳
- 『白夜集 露国名著』（章光閣） 1908
  - 「吹雪,黒人,海少女」(プーシキン)
  - 「奇火」(コロレンコ)
  - 「窒扶斯,拳銃」(チェーホフ)
  - 「悪魔」(ゴーリキイ)
- 『どん底』（マクシム・ゴーリキー、聚精堂） 1910
- 『露西亜現代代表的作家六人集』（易風社） 1910
  - 「夜の叫」(バリモント)
  - 「静かな曙」(ザイツェフ)
  - 「閑人」(クープリン)
  - 「かくれんぼ」(ソログーブ)
  - 「妻」(アルツィバーシェフ)
  - 「霧」(アンドレーエフ)
- 『毒の園 露国新作家集』（新潮社） 1912
  - 「毒の園」(ソログーブ)
  - 「地下室」(アンドレーエフ)
  - 「夜」(アルツィバーシェフ)
  - 「白夜」(カアメンスキイ)
  - 「三奇人」(トルストイ)
  - 「嫉妬」(バリモント)
  - 「囈言」(クープリン)
  - 「死」(ザイツェフ)
- 『決闘 / 生活乃河』（クープリン、博文館） 1912
- 『心の扉』（ザイツェフ、海外文芸社） 1913、文化社 1921
- 『死の勝利』（ソログーブ、金櫻堂） 1914 [注釈 3]
- 『虐げられし人々』（ドストエーフスキイ、新潮社） 1914。復刻：ゆまに書房 2008
- 『戦争と世界の終局』（ソロヴィヨフ、冨山房） 1914
- 『静かな曙 外五種』（ボリス・ザイツェフ、金櫻堂書店） 1915
  - 「靜かな曙」
  - 「客」
  - 「死」
  - 「姉」
  - 「妻」
  - 「狼」
- 『全訳 戦争と平和』（トルストイ、米川正夫共訳、新潮社 全6巻） 1915 - 1916
- 『蝋燭と二老人』（新潮社、トルストイ小話文庫第1編） 1917
- 『トルストイ日記』（新潮社） 1918
- 『ろしあ伝説集』（大倉書店） 1918
- 『ろしあ童話集』（大倉書店） 1919
- 『ろしあ民謡集』（大倉書店） 1920
- 『ろしあ俚諺集』（大倉書店） 1920
- 「露西亜現代文豪傑作集」全6編（大倉書店） 1920 - 1922
  - 『アンドレーエフ傑作集』
  - 『クープリン・アルツィバーシェフ傑作集』
  - 『ザイツェフ・ソログーブ傑作集』
  - 『ゴーリキイ傑作集』
  - 『チェーホフ傑作集』
  - 『現代露国詩人傑作集』
- 『人は何によつて生るか』（新潮社、トルストイ文庫第1） 1921、大泉書店 1948
- 『零落者の群』（日本評論社出版部、ゴオルキイ全集第2） 1921、復刻：ゆまに書房 2007
- 『露国文豪カリカチユア』（世界思潮研究会） 1922
- 『トルストイとドストエーフスキイ』（メレシュコーフスキイ、東京堂書店） 1924[注釈 4]
- 『マルコとワシカ ろしあお伽噺』（アファナーシェフ、大倉書店） 1925
- 『ルーヂン / 父と子』（ツルゲーネフ、山内封介共訳、世界文豪代表作全集刊行会、世界文豪代表作全集11） 1926
- 『空気饅頭』（ベ・ロマショフ、改造社） 1927
- 『復活』（トルストイ、新潮社、世界文学全集23） 1927、日本社 1948
- 『プロレタリア文學論』（コーガン、白揚社） 1928
- 『マルクス主義芸術論』（ルナチャルスキイ、白揚社、マルクス主義文芸理論叢書 第2編） 1928
- 『トラストD.E』（イリヤ・エレンブルグ、新潮社、『世界文學全集38「新興文學集」』所収） 1929[注釈 5]
- 『人の一生、我等が生活の日、毆られる彼奴[注釈 6] / 森の祕密』（アンドレーエフ / チリコフ、第一書房、『近代劇全集29「露西亜篇」』所収） 1929
- 『ソヴェートロシヤ漫画・ポスター集』（南蛮書房） 1929
- 『マルクス主義批評論』（レージユネフ、白揚社、マルクス主義文芸理論叢書 第4編） 1929
- 『近代劇全集第32巻　露西亜篇』（第一書房） 1930 
  - 「熊の結婚」（ルナチャルスキイ[注釈 7]）
  - 「ミステリヤ・ブッフ」（マヤコーフスキイ）
  - 「コーリカ・スツーピン」（アウスレンデル、ソロドフニコフ合作）
  - 「玩具騒動」（バルドーフスキイ）
  - 「検察官」（ゴーゴリ原作,エフレイノフ脚色）
- 『近代劇全集　第34巻　露西亜篇』（第一書房） 1930 
  - 「リュボオウィ・ヤロワーヤ」(カ・トゥレニョコフ)[注釈 8]
  - 「十月革命」(ア・エム・グローモフ)
  - 「宣告」(レヴィチーナ夫人)
  - 「劇場内の裁判」(ゲフトマン)
  - 「反響」(ビ・リ・ベロツェルコーフスキイ)
- 『芸術社会学』（ヴラジーミル・フリーチエ、新潮社） 1930、創元文庫 1952[注釈 9]
- 『闇の力 / 生ける屍』（トルストイ、改造社） 1933
- 『六人集と毒の園 附 文壇諸家感想録』（正教時報社） 1939
- 『奈翁モスクワ敗退記』（エ・タルレ、育生社） 1939
- 『落下傘読本』（ソ聯邦民間航空本部,ソ聯邦国防飛行化学協会、東京堂） 1942
- 『小説小英雄』（ドストエーフスキイ、地平社） 1947
- 『検察官』（ニコライ・ゴーゴリ、改造社） 1948
- 『コーカサスの俘虜』（トルストイ、早稻田出版社） 1949
- 『苦悩の中をゆく 第1部』（アレクセイ・トルストイ、富永順太郎共訳、民主評論社） 1950
- 『トラストD.E』（イリヤ・エレンブルグ、 民主評論社） 1950、修道社 1957
- 『小英雄』（ドストエーフスキイ、東京堂） 1950
- 『サーニン』（アルツィバーシェフ、青木書店） 1950
- 『芸術論』（トルストイ、春秋社） 1951
- 『ヤーマ』（クープリン、創元社） 1952
- 『妻 / 戦慄 / 夜 / ヨセフとヤコブ』（アルツィバーシェフ、創元社） 1952
- 『魔窟』（クープリン、太虚堂書房） 1952
- 『祖国のために』（ショーロホフ、角川書店） 1956
- 『国民教育論』（トルストイ、玉川大学出版部） 1958
- 『トルストイ童話集』（春陽堂） 1977